# V389 Большого Пса
V389 Большого Пса (лат. V389 Canis Majoris) — одиночная переменная звезда в созвездии Большого Пса на расстоянии приблизительно 2960 световых лет (около 908 парсеков) от Солнца. Видимая звёздная величина звезды — от +9,7m до +8,9m.

## Характеристики
V389 Большого Пса — красная пульсирующая медленная неправильная переменная звезда (LB:) спектрального класса M5.